# Дэвис, Карл (композитор)
Карл Дэ́вис (англ. Carl Davis; 28 октября 1936, Бруклин, Нью-Йорк — 3 августа 2023, Оксфорд) — американский и британский композитор и дирижёр, живший в Великобритании. Известен как автор музыки к классическим немым фильмам. Командор ордена Британской империи.

## Биография
Учился в США и Копенгагене. В 1961 году обосновался в Великобритании, где через 9 лет женился на английской актрисе Джин Боут (Jean Boht). Регулярно дирижировал Лондонским филармоническим и Ливерпульским королевским филармоническим оркестрами.

### Работа на телевидении
Дэвис написал музыку более чем к ста телевизионным программам, но знаменитым стал благодаря написанию музыки к старым немым фильмам. Также принимал участие в оркестровке симфонических произведений Пола Маккартни.
Дэвис достиг ранней известности после написания музыки к сериалам производства Би-би-си, таким, как «Гордость и предубеждение» (1995).
Он дирижировал Концертным оркестром BBC и хором «BBC Singers», записавшими гимн Чемпионата мира по футболу 2006 года в Германии. Это была вариация на тему «See the Conquering Hero Comes» Генделя.

### Музыка к фильмам
Композитор написал музыку ко многим художественным фильмам. Его вступление к фильму «Женщина французского лейтенанта» было исполнено скрипачом Кеннетом Эссексом. Записи Дэвиса пользовались большой популярностью и были отмечены самой английской королевой. За эти заслуги в 1960 году ему дали звание «Композитор года».
В 1980 году документалисты Кевин Браунлоу и Дэвид Гилл предложили Дэвису работу по написанию музыки для документальной ленты студии Thames Television, посвящённой истории американского немого кино. В том же году на той же студии была записана подготовленная Дэвисом звуковая дорожка для знаменитого «Наполеона» Абеля Ганса (1927). Восстановленный и дополненный музыкой Дэвиса, фильм вновь вышел на широкий экран.
Аналогичная работа была проделана с немым фильмом Дэвида Уорка Гриффита «Нетерпимость» (1916). Новое звучание фильм получил в 1989 году. Следом за документальным сериалом «The Hollywood» последовали «Unknown Chaplin» (1982), «Buster Keaton: A Hard Act to Follow» (1987) и «Harold Lloyd: The Third Genius» (1989).
В 1980—1990-е годы Дэвис записал большое количество музыки к классическим немым фильмам, в том числе «Бен-Гуру» (1925), «Огням большого города» (1931, новая оркестровка Дэвиса, основанная на оригинальном чаплинском саундтреке), фильму Эрика фон Штрогейма «Алчность» (1924), «Орлу» с Рудольфо Валентино (1925). Музыка к фильму «Плоть и дьявол» (1927) сочинена Дэвисом, но аранжирована Кларенсом Браунсом. Во многих из этих записей Карл Дэвис выступает и в роли композитора, и в роли дирижёра.
Примечательно, что много раз он исполнял вживую свои мелодии на премьерных показах в кинотеатрах, а также в концертных залах.
Скончался 3 августа 2023 года на 87-м году жизни от кровоизлияния в мозг.

## Семья
Карл Дэвис женился 28 декабря 1970 года на британской актрисе Джин Боут (Jean Boht). У них в семье выросли две дочери от первого брака Джин Боут с Уильямом П. Боутом: Ханна Луиза и Джесси Джо (Hannah Louise, Jessie Jo).
Музыка к фильмам «Mothers & Daughters» and «The Understudy», написанная Дэвисом, как раз была посвящена двум его дочерям.

## Почётные звания и награды
- Командор Ордена Британской империи
- Композитор года (1960, Великобритания)